# پیلیتسا، استان سیلسیان
پیلیتسا (لهستانی: Pilica؛ ‏ [pʲiˈlʲit͡sa]) یک شهر در استان سیلسیان لهستان است که در گمینا پیلیتسا واقع شده‌است. پیلیتسا ۸٫۲۲ کیلومتر مربع مساحت و ۱۹۳۶ نفر جمعیت دارد.